# Giuliano Salis
Giuliano Salis (Cagliari, 21 luglio 1951) è un chitarrista italiano contemporaneo di origine sarda.

## Carriera
Nel corso della sua carriera, iniziata negli anni sessanta, esattamente nel 1965,  ha spaziato in diversi generi musicali, e collaborato con molti artisti, non solo italiani. 
Tra le chitarre della sua collezione spiccano una Fender Stratocaster Fiesta red Custom 62, una Les Paul Standard, amplificazione Soldano SLo 100, Ethos Overdrive, Evidence Cables, Nexo Audio, Electrovoice Speakers.

### Collaborazioni
Questo un elenco degli artisti più rappresentativi con cui ha
suonato:
 
- Steve Trovato
- America
- Arcangeli
- New Trolls
- Dik Dik
- Alunni del Sole
- Piero Marras
- I Profeti
- Tony Anedda
- Primitives
- New Dada
- Spirituals

- Camaleonti
- Bobby Solo
- Leano Morelli
- Guido Renzi
- Equipe 84
- I Mammuthones
- Mauro Pagani
- I Nuovi Angeli
- Formula 3
- Don Backy
- Four Kent
- Bon Fire

- Iva Zanicchi
- Picnic at the Whitehouse
- Mario Tessuto
- Pooh
- Gruppo 2001
- Eduardo De Crescenzo
- Fiordaliso
- Lara Saint Paul
- Nada
- Riccardo Fogli
- Nicola Di Bari
- Black Strings